# Proutia anicanella
Proutia anicanella är en fjärilsart som beskrevs av Charles Théophile Bruand d’Uzelle 1850. Proutia anicanella ingår i släktet Proutia och familjen säckspinnare. Inga underarter finns listade i Catalogue of Life.